# Gare de Pont-Hébert
La gare de Pont-Hébert est une ancienne gare ferroviaire française de la ligne de Lison à Lamballe, située quartier du Pont, sur le territoire de la commune de Rampan, près du bourg de Pont-Hébert dans le département de la Manche, en région Normandie. 
Elle est mise en service en 1860 par la Compagnie des chemins de fer de l'Ouest. C'est un arrêt sans personnel de la Société nationale des chemins de fer français (SNCF), desservi par des trains TER Normandie.
Aucun train ne s'y arrête depuis sa fermeture annoncée par la Région Normandie en décembre 2018.

## Situation ferroviaire
Établie à 11 mètres d'altitude, la gare de Pont-Hébert est située au point kilométrique (PK) 10,396 de la ligne de Lison à Lamballe, entre les gares ouvertes de Lison et de Saint-Lô. 
Avant leur fermeture les gares d'Airel et de La Meauffe s'intercalaient entre Lison et Pont-Hébert.

## Histoire
La « station de Pont-Hébert » est mise en service le 1er mai 1860 par la Compagnie des chemins de fer de l'Ouest, lorsqu'elle ouvre à l'exploitation sa ligne de Lison à Saint-Lô, « embranchement de la ligne de Paris à Cherbourg ». Les installations définitives de la station sont également mises en service ce même jour.
Le bilan du trafic de l'année 1878 représente : 12 487 voyageurs, 26 chiens, 3 533 animaux divers, 14,3 tonnes de bagages et 401,5 tonnes de marchandises petite et grande vitesse, cela représente une recette de 34 098,94 francs.
En 1957, c'est une gare de la région Ouest de la SNCF, qui dispose d'un bâtiment voyageurs, d'une voie de croisement et de plusieurs voies de service.
En 2009, l'ancienne gare est devenue une simple halte composée d'une voie et d'un quai avec abri. Elle a été rénovée en 2005. Elle a vu son bâtiment voyageurs fermer et ses voies de croisement et de service être démontées, sans doute dans les dernières années du XXe siècle.

## Service des voyageurs

### Accueil
Arrêt Routier  SNCF c'était un point d'arrêt non géré (PANG), équipé d'un quai avec abris.

### Desserte
Pont-Hébert était desservie par des trains TER Normandie qui effectuent des missions entre les gares de Coutances  et de Caen.

### Intermodalité
Un parking pour les véhicules est aménagé à proximité de l'entrée.